# Poecilasthena microgyna
Poecilasthena microgyna är en fjärilsart som beskrevs av Oswald Beltram Lower 1894. Poecilasthena microgyna ingår i släktet Poecilasthena och familjen mätare. Inga underarter finns listade i Catalogue of Life.